# Ольховский (Дубовское сельское поселение)
Ольховский — хутор в Урюпинском районе Волгоградской области России, в составе Дубовского сельского поселения.
Население — 106 (2010)

## История
Дата основания не установлена. Хутор относился к юрту станицы Луковской Хопёрского округа Области Войска Донского (до 1870 года — Земля Войска Донского). В 1859 году на хуторе проживало 202 души мужского и 310 душ женского пола.
Согласно переписи 1873 года на хуторе проживали 315 мужчин и 340 женщин, в хозяйствах жителей насчитывалось 207 лошадей, 213 пар волов, 647 голов прочего рогатого скота и 1836 голов овцы. Согласно переписи населения 1897 года на хуторе проживали 417 мужчин и 420 женщин. Большинство населения было неграмотным: грамотных мужчин — 112 (25,6 %), женщин — 4 (1,0 %).
Согласно алфавитному списку населённых мест Области Войска Донского 1915 года земельный надел хутора составлял 1783 десятины, проживало 410 мужчин и 439 женщин.
С 1928 года — в составе Нехаевского района Хопёрского округа (упразднён в 1930 году) Нижне-Волжского края (с 1934 года — Сталинградского края). В 1935 году Ольховский сельсовет передан в состав Урюпинского района Сталинградского края (с 1936 года Сталинградской области), с 1961 года — Волгоградской области).
В 1953 году Ольховский и Дубовский были объединены в один Ольховский сельсовет. В 1960 году центр Ольховского сельсовета был перенесен из хутора Головской в хутор Дубовский, в связи с чем Ольховский сельсовет был переименован в Дубовский.

## География
Станица находится в степи, в пределах Хопёрско-Бузулукской равнины, являющейся южным окончанием Окско-Донской низменности, на левобережье реки Хопёр, южнее озера Чиганаки. Центр хутора расположен на высоте около 80 метров над уровнем моря. Западнее хутора сохранились островки пойменного леса. Почвы — чернозёмы обыкновенные, в пойме Хопра — пойменные нейтральные и слабокислые.
через хутор проходит автодорога Урюпинск - Дубовский. По автомобильным дорогам расстояние до административного центра сельского поселения хутора Дубовский составляет - 7,7 км, до районного центра города Урюпинска - 24 км, до областного центра города Волгоград — 360 км.
Часовой пояс
Провоторовский, как и вся Волгоградская область, находится в часовой зоне МСК (московское время). Смещение применяемого времени относительно UTC составляет +3:00.

## Население
Динамика численности населения по годам:
| 1859 | 1873 | 1897 | 1915 | 1989 | 2002 |
| ---- | ---- | ---- | ---- | ---- | ---- |
| 512  | 655  | 837  | 869  | ≈250 | 135  |

| 2010 |
| ---- |
| 106  |